# 曼陀罗萜醇酮
曼陀罗萜醇酮（也称作：3-氧代-6-β-羟基-β-香树脂醇，化学名：6-羟基齐墩果-12-烯-3-酮）是一种齐墩果烷型五环三萜化合物，化学式为C30H48O2，存在于曼陀罗（D. stramonium）、毛曼陀罗（D. innoxia）等曼陀罗属（Datura）植物中。